# کریستینا کوشکووا
کریستینا کوشکووا (انگلیسی: Kristína Košíková؛ زادهٔ ۲۰ دسامبر ۱۹۹۳) بازیکن فوتبال اهل اسلواکی است.
از باشگاه‌هایی که در آن بازی کرده‌است می‌توان به باشگاه فوتبال اسلوان براتیسلاوا اشاره کرد.
وی همچنین در تیم ملی فوتبال Slovakia بازی کرده‌است.